# 軟禁

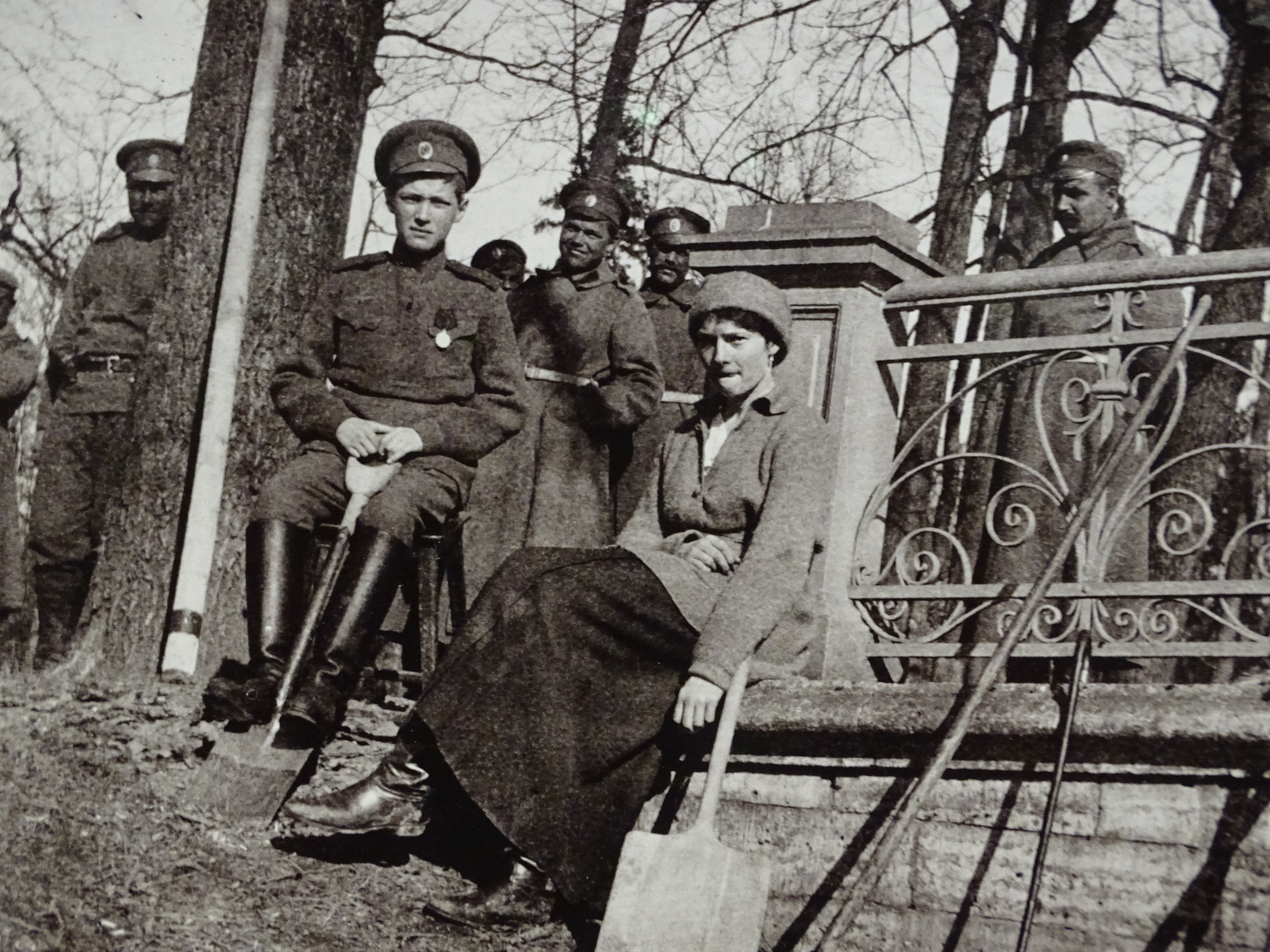
俄罗斯帝国末代沙皇尼古拉二世一家遭臨時政府軟禁在沙皇村。

軟禁也稱禁錮（禁固），指的是用非暴力手段，合法或非法地把某人的活動範圍限制在一定的范围中，在任何時間均受到監視，需要獲得批准才能出外。且未經批准的人不得與軟禁者有所接觸及連繫。與監獄比較，軟禁的情況比監獄稍微自由。有些被軟禁者的通訊（如電話、網際網路等）會受到限制甚至是被切斷。
以科技的方法限制被軟禁者的活動範圍時，通常會在該人手臂或腳上安裝俗稱「電子腳鐐」的電子感應器，無法除下。如果被禁者距離指定範圍太遠或試圖破壞感應器，系統會作出記錄，並通知執法機關。
2019年冠状病毒病疫情期间，部分地区采取的“居家令”措施亦被认为是一种软禁。

## 知名的被軟禁人士

### 阿尔及利亚
- 艾哈邁德·本·貝拉，阿爾及利亞前總統，1965年被胡阿里·布邁丁推翻。他在1980年遭流放之前被軟禁。

### 阿根廷
- 阿根廷前總統魏地拉 (僅被軟禁一段時間)。

### 
- 德林·辛克，紐西蘭媒體名人，總部設在澳大利亞墨爾本，他因違反禁口令，指名道姓，被軟禁五個月。

### 緬甸
- ，非暴力提倡民主的政治家，反對派全國民主聯盟領袖，1989年至2010年間長期被缅甸軍政府軟禁，2010年底獲得自由。2016年起任緬甸國務資政，然而2021年再被緬甸軍政府推翻統治，再次遇上軟禁。

- 奈溫，緬甸前軍事獨裁者，在其女婿意圖顛覆軍政府重新執政後，奈溫於2001年被判處軟禁，服刑至2002年12月去世。

### 智利
- 皮諾切特，軍人兼獨裁者，1973年至1990年實施獨裁統治，2005年1月5日被法庭宣判軟禁家中，2006年去世。

### 大清
- 光緒帝，1898年戊戌政變之後被慈禧太后軟禁在瀛台，直至1908年去世。

### 中華民國
- 黎元洪，1913年12月被袁世凯軟禁在瀛台，其後被釋放，後繼袁世凱出任中華民國大總統。
- 張學良，於1936年發動西安事變挾持國民政府軍事委員會委員長蔣中正，後被蔣與其子蔣經國軟禁長達50年。1988年李登輝執政後重獲自由，2001年病逝於美國夏威夷檀香山。
- 孫立人，蔣中正忌諱孫立人獲得美方支持，於1955年以孫陰謀發動兵變為由解除孫立人職務，軟禁於台中市，1988年重獲自由，1990年去世。

### 中华人民共和国
- 趙紫陽，前國務院總理，中共中央總書記，1989年他因反對武力鎮壓六四事件，被撤銷黨政軍全部職權，僅保留黨籍。之後甚少公開露面。據香港及海外中文媒體報導，及其本人指出，六四事件後被中共當局長期軟禁，直到2005年去世。他生前不時會在監視下去散步和打高爾夫球，曾上書中共中央要求解除軟禁無果。
- 鲍彤，前国务院总理赵紫阳的政治秘书，在六四事件期间被逮捕并被判刑七年，在1996年刑满出狱后遭到软禁，直到2022年去世。
- 蔣彥永，持不同政見者；他在SARS事件中率先向外界披露中國大陸的嚴重疫情而遭軟禁。
- 更登確吉尼瑪，有爭議的第十一世班禪額爾德尼轉世靈童，1995年5月17日被中國政府軟禁。
- 陳光誠，失明維權律師，2010年出獄後被中國政府長期軟禁於山東家鄉，2012年逃脫監視，進入美國駐華大使館，其後被迫移居美國。
- 劉霞，丈夫刘晓波獲得諾貝爾和平獎後，劉霞一直被中國政府軟禁，並與外界通訊完全隔絕，直到2018年获准前往德国。
- 孟晚舟，华为副董事长兼首席财务官，于2018年12月1日被加拿大软禁。直到2021年9月24日解除软禁，返回中国。

### 香港
- 黎智英被控違反港區國安法中的「勾結外國或者境外勢力危害國家安全」罪。於2020年12月23日由高等法院批准保釋，但除到警署及往法庭應訊外，不得離開住所，並被禁止受訪及禁止在社交平臺發文。[1]

### 新加坡
- 谢太宝，于1966年不经起诉和审判的情况下被扣留。22年后获释，软禁在圣淘沙岛一间保安室，需自费交租，假借“自由”人的名义。

### 美国
- 瑞迪克·鲍，拳手，曾奪冠軍，1999年因綁架妻子及子女而被判入獄，至2004年出獄並被實施軟禁。
- 莱昂内尔·泰特，少年謀殺犯，曾被當局軟禁一年。

### 義大利
- 伽利略，著名科學家，因公開支持日心說，於1633年被羅馬教廷宣判軟禁家中，至1642年去世。
- 埃里希·普里布克，前納粹德國武裝親衛隊上尉。1996年，以戰爭罪遭起訴，1998年被判有罪，在羅馬家中終身拘禁。

### 苏联
- 尼基塔·赫魯晓夫，原蘇共中央第一書記、部長會議主席，1964年被列昂尼德·勃列日涅夫發動政變罷免並被軟禁家中，1971年去世。
- 米哈伊爾·戈爾巴喬夫，蘇共中央總書記、蘇聯總統，在八一九事件中被軟禁在別墅內。

### 埃及
- 海什木
- 穆罕默德·納吉布

### 印度尼西亞
- 蘇加諾，印尼開國總統，1965年軍人蘇哈托掌權後，被迫下台，並被軟禁於茂物，1970年去世。

- 蘇哈托，印尼第二任總統，2000年時因貪腐行為被軟禁。然而，他在2001年因健康問題被釋放。

### 伊朗
- 1953年，伊朗前總理穆罕默德·摩薩台在美國的支援下被政變推翻。在被監禁三年後，他被軟禁，直至死亡。
- 侯赛因-阿里·蒙塔泽里於1997年至2003年被判處軟禁。
- 迈赫迪·卡鲁比是伊朗有影響力的改革派政治家、民主活動家、莫塔海德、國家信託黨主席、1989年至1992年和2000年至2004年的議會主席，2005年和2009年總統候選人選舉。自2011年2月以來，他一直被軟禁。
- 米爾-侯賽因·穆薩維是伊朗改革派政治家、畫家和建築師，1981年至1989年擔任伊朗第79屆也是最後一任總理。他是2009年總統選舉的候選人。自2011年2月以來，他一直被軟禁。
- 古古什，伊朗著名的歌手和女演員。伊朗革命後，她被禁止表演21年，被認為在很長時間內被軟禁。

### 突尼西亞
- 哈比卜·布尔吉巴，突尼斯開國總統。他在1987年的一次軍事政變中被推翻，並被軟禁。
- 1957年，突尼斯國王穆罕默德八世阿明被布尔吉巴推翻，並被軟禁。

### 辛巴威
- 羅伯·穆加貝，辛巴威總統。2017年11月15日，在軍方兵變，派出坦克及武裝部隊開進首都哈拉雷，宣稱暫時接管政府後，被軟禁於家中。[2]

## 另見
- 流放